# 西元头汉墓
西元头汉墓，位于中国河北省衡水市西元头村，为衡水市冀州市的一个省级文物保护单位，类型为古墓葬，公布时间为1993年7月15日。
西元头汉墓的历史年代为汉代。